# Los Andes
Los Andes é uma comuna da província de Los Andes, localizada na Região de Valparaíso, Chile. Possui uma área de 1.248,3 km² e uma população de 60.198 habitantes (2002).